# Отпояване
Отпояване или разпояване в техниката е отстраняване на припоя и електронни елементи от печатната платка при отстраняване на грешки при производството или смяна на електронен елемент при ремонт. Обикновено изисква сваляне на елемента, за да смени или запази като годен.

## Работни стъпки при ремонт на платки
- 1. Отпояване на повредения елемент.[1]
- 2. Отстраняване на остатъчния припой от платката
- 3. Поставянето на нова спойваща паста на платката (при елементи с повърхностен монтаж)
- 4. Поставянето на новия компонент на място
- 5. Спояване на елемента.

Правилната и качествено изпълнена работа възстановява функцията на електронната платка. Живота на ремонтираната платка, при правилно изпълнение на работата, почти не се намалява. Затова ремонта на платките е широко разпространена практика в индустрията. Ремонт се изпълнява както при производителя на платката, така също и последствие при повреда на готовото изделие.

## Инструменти
Използваните материали и инструменти са най-често следните:
- Пистолет за горещ въздух
- Ръчна вакуумна помпа
- Станции за ремонт, съдържащи вакуумни помпи и нагревателни накрайници (с горещ въздух, с накрайник с електрическо нагряване и др.)
- Електрически вакуумни помпи
- Припои и флюсове за отпояване

## Технология
Отпояването включва загряване на спойката и отстраняване на припоя от нея. Използването на много висока температура, може да доведе до повреда на елемента или отлепване на пътечката от платката. Технологията се различава за печатни платки с повърхностен монтаж и печатни платки с преминаващи отвори.

### С преминаващи отвори
Елементи с един или два извода към печатната платка се отстраняват, като се нагрява едната спойка, издърпва се елемента, докато е разтопен припоя и се прави повторение за втория извод. Припоя, който се намира в отвора, се отстранява с вакуумна помпа или с поставянето в отвора на щифт от стомана или дърво, които не се омокрят от припоя.
Когато елемент с повече изводи трябва да се свали, без да се запазва годен, изводите му се отрязват и отстраняват един по един.
В случаите, когато изводите на елементите не могат да се нагреят и извадят заедно, се процедира, като от всички спойки се премахва припоя преди да се отстрани елемента. За целта спойките се нагряват и припоя се отстранява с вакуумна помпа, ръчна или електрическа.
При отстраняването на изводите на елементите трябва да се внимава особено да не се повреди (прекъсне) метализацията на отворите и по този начин да се повреди цялата печатна платка.

### С повърхностен монтаж
Ако елементите не трябва да се използват повторно, се отстраняват чрез изрязване на изводите и последващо почистване на контактните площадки.
В случай, че елемента трябва да се запази за използване, загряваме за кратко време с пистолет за горещ въздух с подходяща дюза – при температура 260 °C за около 10 секунди.